# مهمان (فیلم ۱۳۸۵)
مهمان فیلمی به کارگردانی سعید اسدی و تهیه‌کنندگی عبدالله علیخانی، محمدحسین فرح‌بخش و نویسندگی حسن انصاریان محصول سال ۱۳۸۵ است که در اسفند ۱۳۸۵ بر روی پرده سینما رفت.

## خلاصه فیلم
کرولاین دختری آمریکایی است که قصد ازدواج با نامزد ایرانی خودش را دارد. اما یکی از دوستانش با نشان دادن فیلم «بدون دخترم هرگز» به او، کرولاین را نسبت به ایران و ایرانی‌ها بدبین می‌کند. کرولاین به ایران می‌آید تا با فرهنگ ایران از نزدیک آشنا شود...

## بازیگران
| بازیگر            | نقش     | ارتباط نقش‌‌ها  |
| ----------------- | ------- | ------------- |
| امین حیایی        | مجید    | نامزد زری     |
| شقایق فراهانی     | زری     | نامزد مجید    |
| حسام نواب صفوی    | پرویز   | پسر دایی زری  |
| مریم امیرجلالی    |         | مادر زری      |
| محمدرضا شریفی نیا | محترم   | هتل دار هویزه |
| پوریا پورسرخ      | حامد    | نامزد کرولاین |
| کارولین پیج       | کرولاین | نامزد حامد    |
| ثریا قاسمی        |         | مادر مجید     |